# Улица Гоголя (Алма-Ата)
У́лица Го́голя (каз. Гоголь көшесі) — одна из старейших улиц в городе Алма-Ата.

## Расположение
Улица Гоголя находится в Алмалинском, Жетысуском и Медеуском районах, между улицами Жибек жолы (бывшая Горького) и Казыбек би (Советская). Начинается от ЦПКиО имени Горького (река Малая Алматинка), пересекает оживленные городские магистрали: улицы Калдаякова, Кунаева, проспекты Назарбаева, Абылай хана, улицу Желтоксан, Наурызбай батыра (Дзержинского), проспект Сейфуллина, Масанчи, Байтурсынова (Космонавтов), Шарипова, Байзакова, Айтиева, Муратбаева, Кожамкулова и доходит до улицы Ауэзова. Протяженность 6300 м.

## История
В городе Верном на улице Гоголя разрешалось строить только каменные здания государственных учреждений, дома для чиновников, купцов. Некоторые старинные здания сохранились и охраняются государством как исторические и архитектурные памятники. История улицы связана с именами известных революционеров, участников борьбы за советскую власть М. Фрунзе, Д. Фурманова, Б. Шегабутдинова, А. Шаврова и других. В восточной части улицы Гоголя, в парке имени 28-ми гвардейцев-панфиловцев, зажжен Вечный огонь на братской могиле в честь павших за свободу и независимость СССР. Сегодня, как и раньше, улица Гоголя — торгово-деловая часть города. В современных многоэтажных зданиях когда-то располагались: Министерства Республики-цветной металлургии, автодорог, культуры; Казвторцветмет, Республиканский вычислительный центр Минавтотранспорта, Алма-Атинское областное агропромышленное объединение винодельческой промышленности Казахской ССР, Центр научной организации труда и управления производством Министерства пищевой промышленности Казахской ССР, областное агропромобъединение Министерства плодоовощного хозяйства, чаеразвесочная фабрика, производственное объединение пивобезалкогольной промышленности (ныне ТОО Кока-Кола Алматы Боттлерс), райпищеторг Советского района, Казахский государственный женский педагогический университет, политехнический техникум; средние школы № 15 имени В. И. Ленина (ныне гимназия) и № 24 им. А. Н. Радищева, музыкальная школа № 2 им. Р. М. Глиэра, Городская центральная библиотека им. А. П. Чехова; трамвайное депо, магазины «Москва», «Юбилейный», «Медик», «Букинист», «Радиотехника», «Заря», поликлиника № 1, молочно-пищевая станция и гостиница «Отрар».

## Происхождение названия
Изначально до 1909 года называлась Штабной. С 1909 года носит фамилию русского писателя Гоголя.

## Озеленение и благоустройство
В советские годы улица была реконструирована и благоустроена, озеленена лиственными породами деревьев таких как: дуб, карагач, ива. Были проложены оросительные арыки, в которые летом ежедневно пускалась вода.

## Интересные факты
Впервые в Алма-Ате на улице Гоголя 19 июня 1941 года начато строительство троллейбусных линий. Движение по улице троллейбуса, экологически чистого вида транспорта, открылось в 1944 году.

## Памятники и бюсты
На пересечении с проспектом Достык (бывший Ленина) до начала 2000-х годов стоял бюст Лукьяну Потаповичу Емелеву, военному комиссару и командующему войсками Семиреченской области.
В 2010 году на пересечении с улицей Пушкина был установлен бронзовый памятник герою войны Бауржану Момышулы, скульпторы Нурлан Далбай и Расул Сатыбалдиев.

## Транспорт
На улице проходят многие троллейбусные и автобусные маршруты.
Троллейбусные маршруты:
- 1: Парк Культуры и Отдыха, ул. Гоголя, Парк им.28 Панфиловцев, ул. Ауэзова, ул. Тимирязева, ул. Розыбакиева, ул. Березовского, ул. Гагарина, конечная ул. Кожабекова угол ул. Розыбакиева.
- 9: ул. Кожабекова, ул. Розыбакиева, ул. Гагарина, ул. Тимирязева, ул. Байтурсынова, ул. Курмангазы, ул. Масанчи, ул. Кабанбай батыра, ул. Достык, ул. Богенбай батыра, ул. Калдаякова, Зелёный базар, ул. Гоголя, ул. Жибек Жолы, ул. Пушкина.
- 11: Зелёный базар, ул. Жибек Жолы, ул. Пушкина, ул. Гоголя, Парк 28 Панфиловцев, ул. Калдаякова, ул. Богенбай батыра, ул. Достык, ул. Абая, КазНАУ, КАЗНТУ, АУЭС, ул. Байтурсынова, КазНУ, ул. Тимирязева, Плодоконсервный завод, ул. Жандосова, КазЭУ, ул. Алтынсарина, мкр-ны 1,2,4,5,7,8,10,11,12, ул. Саина, ул. Жубанова, рынок «Арыстан», мкр. Аксай-4, мкр. Аксай-5, ул. Момышулы, ул. Маречека, конечная мкр. Аксай-3.
- 12: Парк Культуры и Отдыха, Парк им.28 Панфиловцев, ул. Гоголя, ул. Ауэзова, ул. Сатпаева, ул. Щепеткова, Плодоконсервный завод, ул. Жандосова, мкр Таугуль, мкр-ны 8,9,10,11,12, ул. Саина, конечная Дом отдыха «Каргалинка».